# Jordi Amat i Teixidó
Jordi Amat i Teixidó   (Calella, 23 de febrer de 1959 - 12 d'octubre de 2014) fou doctor en història contemporània, mestre de català, professor, articulista, conferenciant i escriptor. Va estar vinculat a diverses entitats i associacions de la comarca del Maresme. També va promoure la creació del Centre d'Estudis Històrics de Calella, una entitat per estimular la investigació i la recerca locals, i l'any 2005 va fundar i presidir l'Associació Amics de Calella.
Com a historiador compromès amb la seva ciutat i comarca del Maresme, Amat va publicar nombrosos treballs i llibres vinculats a la història local i comarcal, amb especial atenció a la seva especialitat, la  República i la  Guerra Civil. L'any 1993 va ser mereixedor del  Premi Iluro amb el treball, 'República i Guerra Civil a Calella (1931-1939)'.
La seva preocupació per difondre la història i les seves inquietuds culturals i socials el va dur a col·laborar en diversos mitjans; la revista parroquial Estela, Diari Maresme i en seccions d'història a programes de Ràdio Calella, entre d'altres. L'Ajuntament de Calella va nomenar Jordi Amat fill predilecte de la ciutat, en un acte d'homenatge pòstum celebrat el 23 d'abril de 2015.

## Obres
- Retalls de la Guerra Civil al Maresme
- 75 anys de l'Aplec de la Sardana Calella : 1925-2002
- Alella (1931-1940--) : república, guerra civil i primer franquisme
- Canet de Mar 1898-1936 : de la Guerra de Cuba a la Guerra Civil
- L'anarcosindicalisme a examen: Germinal Esgleas (1903-1981). Una vida en roig i negre
- Combats i llàgrimes : memòria dels combatents calellencs morts a la guerra
- Escrit a Calella (2002)
- Francesc Matas i el seu temps : 1894-1911
- Josep Puig i Cadafalch : polític (1902-1924)
- Pensant en Calella (2007)
- Pineda entre dos temps: 1931-1939
- Premià de Mar : 1931-1945 : República, Guerra Civil i primer franquisme
- Radicalització, revolució i guerra Calella, 1931-1939
- La República a Premià, 1931-1939 : política i quotidianitat republicana a Premià de Dalt
- República i Guerra Civil a Calella, 1931-1939
- República, revolució i Guerra Civil : El Masnou, 1931-1939
- Retalls de la guerra civil al Maresme (1936-1939)
- Sant Pol de Mar (1931-1948) : república, conflicte civil i primer franquisme
- El Temps ha passat volant : 40è aniversari (1969-2009) Grup Pa, Vi i Moltó
- Un Tomb per la història d'Arenys de Munt : (1931-1948)
- Trenta anys de Creu Roja, 1967-1997 : una visió pels darrers cinc anys : Calella, Pineda i delegacions
- Un temps, dues viles : (1931-1939) : la República, la guerra civil i el franquisme a Llavaneres i a Sant Vicenç de Montalt
- Vilassar de Dalt, 1931-1945 : república, guerra civil i primer franquisme
- Vint-i-cinc anys de Creu Roja : Calella i alt Maresme
- Vivències de la República i de la guerra civil a Palafolls: 1931-1939